# (19983) 1990 DW
1990 دي دابليو (ويعرف أيضًا باسم (19983) 1990 دي دابليو وفق تسمية الكوكب الصغير) (بالإنجليزية: 1990 DW)‏ هو كويكب ضمن حزام الكويكبات؛ وترتيبه 19983 من حيث الاكتشاف.
اكتُشف هذا الجُرم الفلكي بواسطة Kazuro Watanabe ‏ في 18 فبراير 1990.

## وصلات خارجية
- (19983) 1990 DW في قاعدة بيانات مختبر الدفع النفاث لأجرام النظام الشمسي الصغيرة

- الاكتشاف · مخطط المدار ·  العناصر المدارية · المعلمات المادية

- (19983) 1990 DW على موقع ويكي سكاي: DSS2, SDSS, GALEX, IRAS, Hydrogen α, X-Ray, Astrophoto, Sky Map, Articles and images